# Deso Gelmisa
Deso Gelmisa (14 dicembre 1997) è un maratoneta etiope.

## Biografia
Nel 2022 ha vinto la Maratona di Parigi e nel 2023 la Maratona di Tokyo.

## Altre competizioni internazionali
2018
- 4º alla Maratona di Dalian ( Dalian) - 2h12'38"

2020
- 6º alla Maratona di Valencia ( Valencia) - 2h04'53"
- 9º alla Maratona di Dubai ( Dubai) - 2h06'29"

2021
- 29º alla Maratona di Chicago ( Chicago) - 2h24'56"
- Argento alla Maratona di Valencia ( Valencia) - 2h05'16"

2022
- Oro alla Maratona di Parigi ( Parigi) - 2h05'07"
- 6º alla Maratona di Valencia ( Valencia) - 2h04'56"

2023
- Oro alla Maratona di Tokyo ( Tokyo) - 2h05'22"
- 7º alla Maratona di Valencia ( Valencia) - 2h05'14"

2024
- 6º alla Maratona di Parigi ( Parigi) - 2h07'39"